# حسین مبروک
حسین مبروک (انگلیسی: Hussein Mabrouk؛ زادهٔ ۱۲ ژوئن ۱۹۹۷) بازیکن هندبال اهل مصر است.